# Olphert Stanfield
Olphert Martin Stanfield, né le 26 février 1869 à Belfast en Irlande du Nord et décédé le 13 mars 1952  est un joueur de football professionnel. Il a joué toute sa carrière professionnelle dans le club de Belfast de Distillery FC. Stanfield a été 30 fois sélectionné en Équipe d'Irlande de football et il y a marqué 11 buts.
Olphert Stanfield, appelé aussi Olphie ou Ollie, était un attaquant complet capable de marquer des deux pieds et de la tête. Il jouait principalement avant-centre mais pouvait être placé à n’importe quel poste de l’attaque. Stanfield a été le joueur le plus capé de la fin du XIXe siècle, le recordman des buteurs irlandais pendant cette même période et reste encore aujourd’hui le joueur de Distillery le plus sélectionné en équipe nationale.

## Sa carrière en club
Stanfield rejoint le club de Distillery FC en 1886 en provenance du club italien de Genoa et avant la fin de la décennie aura marqué plus de 90 buts pour son club. Pendant la saison 1888-1889 il réalise un hat-trick lors de quatre matchs consécutifs.
Pendant les années 1890, Stanfield devient un membre essentiel de Distillery, participant à 147 matchs consécutifs et marquant plus de 105 buts. Il marque sept hat-tricks pendant cette décennie et marque le but victorieux lors de la finale de la Coupe d’Irlande de 1894. C’est enfin lui qui marque le but victorieux lors du match de pay-off pour attribuer le titre de champion d’Irlande lors du championnat 1895-1896.
Au moment de tirer sa révérence, Stanfield aura joué 181 matchs officiels au cours desquels il a marqué 178 buts pour Distillery. De plus il a joué dans 115 matchs amicaux pour 62 buts.

## Sa carrière internationale
Stanfield fait ses débuts internationaux dans l’équipe d'Irlande de football le 5 février 1887, à l’âge de 17 ans et 344 jours, lors de la défaite 7-0 contre l’équipe d'Angleterre de football au stade de Bramall Lane à Sheffield. Il marque son premier but en équipe nationale quinze jours plus tard, le 19 février 1887 lors de la victoire 4-1 contre l’équipe du Pays de Galles de football. Ce match marque la première victoire de l’équipe d’Irlande en match international.
Le 7 février 1891, Stanfield marque quatre buts lors de la victoire 7-2 contre le Pays de Galles et devient ainsi le premier joueur irlandais à terminer en tête du classement des buteurs du British Home Championship. Pendant l’édition 1894, Stanfield marque trois buts en trois matchs consécutifs. Le but le plus important des trois est celui marqué au Solitude Ground de Belfast, où après treize tentatives infructueuses, l’équipe d’Irlande arrive enfin à ne pas perdre contre l’Angleterre (match nul 2-2).

## Palmarès
Distillery FC
- Champion d'Irlande: 1895-96
- Vainqueur de la Coupe d'Irlande: 1888–89, 1893–94, 1895–96
- Finaliste de la Coupe d'Irlande: 1887–88
- Vainqueur du County Antrim Shield: 1888–89, 1892–93, 1895–96, 1896–97